# ナルヴィク盾章
ナルヴィク盾章(ナルヴィクたてしょう、ドイツ語: Narvikschild)は、ドイツの袖用盾章。1940年4月9日から6月8日まで行われたナルヴィクの戦いに参戦したドイツ国防軍全軍が授与対象となった。

## 概要
1940年8月19日にアドルフ・ヒトラーにより制定されたこの盾章は、ミュンヘンの芸術家リヒャルト・クラインによってデザインされた。
主に亜鉛を原料として生産されたが、初期では真鍮を原料として生産されたこともある。盾章は所属組織により盾及び佩用時に使用する当て布の色が異なっていた。
- 陸軍 - 盾：銀色　当て布：灰色
- 空軍 - 盾：銀色　当て布：灰青色
- 海軍 - 盾：金色　当て布：深青色

### デザイン
上部に国家鷲章を配し、その下に「NARVIK」と書かれている。盾の部分には、陸軍を表すエーデルヴァイス、海軍を表す錨、空軍を表すプロペラが、ナルヴィクの戦いが勃発した年である「1940」とともに描かれている。

### 佩用
基本的に軍服の左上に当て布を当てて佩用する。しかし、美しさを求め、盾章単体をピンで直接佩用する者もいた。

### 授与総数

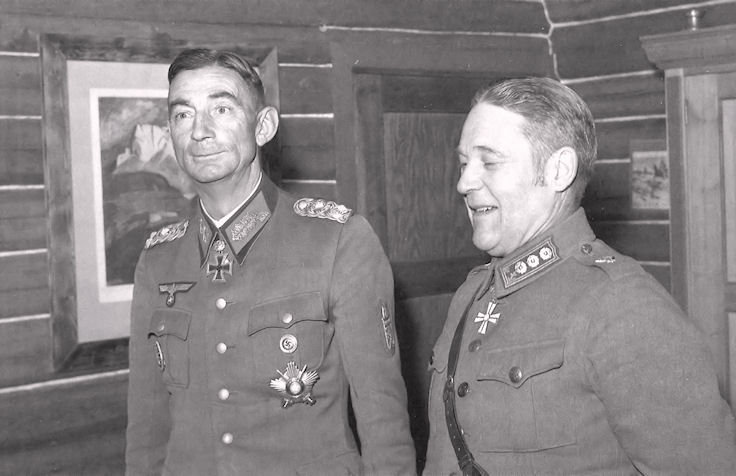
ナルヴィク盾章を着用するエデュアルト・ディートル(左)。

最初にナルヴィク盾章を受けたのはエデュアルト・ディートルである。
- 陸軍 - 2,755人（死後追贈96人）
- 空軍 - 2,161人（操縦士1,309人、落下傘部隊756人、死後追贈410人）
- 海軍 - 3,661人（駆逐艦乗組員2,672人、商船乗組員442人、死後追贈432人）

### 戦後
1957年に、国家鷲章を取り除いたものであればナルヴィク盾章の再着用が認められた。